# Ambachtsschool (Zwolle)
De Ambachtsschool is een voormalig schoolgebouw aan de Mimosastraat in Zwolle. Tussen 1934 en 1987 was dit gebouw in gebruik voor technisch onderwijs. In 1998 kreeg het de status van rijksmonument. Het gebouw wordt gezien als een goed bewaard voorbeeld van een schoolgebouw in de stijl van het Nieuwe bouwen. Sinds 2010 zijn er woningen in gevestigd, en werkruimtes voor kunstenaars. Ook worden er concerten en theatervoorstellingen gegeven. 

## Geschiedenis
Sinds 1881 was er in Zwolle een ambachtsschool, die vanaf 1898 gevestigd was in een pand aan de Spinhuiswal (nu de Menno van Coehoornsingel). Toen na de Eerste Wereldoorlog het aantal leerlingen groeide, ontstond er behoefte aan een nieuw gebouw. In 1930 werd in de nieuwe wijk Pierik een terrein op de hoek Hortensiastraat/Deventerstraatweg (later de Mimosastraat) aangewezen als locatie voor een nieuw te bouwen ambachtsschool. 
De opdracht ging in 1931 naar de architecten A. Baart en L. Krook. Baart bouwde eerder al een vergelijkbare school in Leeuwarden. Krook was een jaar eerder met pensioen gegaan als stadsarchitect van Zwolle en opgevolgd door J.G. Wiebenga. Hij had als stadsarchitect verschillende openbare scholen in Zwolle ontworpen. Vermoed wordt dat vooral Baart zijn stempel heeft gedrukt op het ontwerp. Het is niet duidelijk hoeveel invloed Wiebenga heeft gehad. 
De eerste werkzaamheden op het bouwterrein begonnen op 25 oktober 1932, de eerste steen werd gelegd in maart 1933 en het gebouw werd in 1934 in gebruik genomen. Nog tijdens de bouw gaf de gemeente toestemming voor een extra verdieping op de vleugel langs de Hortensiastraat.
Tot 1987 was het gebouw in gebruik voor technisch onderwijs, eerst als ambachtsschool en later als lagere technische school (LTS). Daarna stond het pand jarenlang leeg; in die periode was er veel vandalisme. In 1996 kraakte een groep kunstenaars, verenigd in de stichting DOAS (De Oude Ambachtsschool) het pand. Zij namen het in gebruik als atelierruimte en speelden een rol in het verkrijgen van de status van rijksmonument in 1998. In 2007 werd de Ambachtsschool, die inmiddels wel in verval begon te raken, gekocht door de sociale woningstichting SWZ. Het architectenbureau Bierman Henket maakte het ontwerp voor restauratie en herbestemming als ruimte voor ateliers en werkplaatsen van kunstenaars, en sociale starterswoningen. De restauratie werd in 2010 afgerond. Anno 2025 hebben zo'n 25 kunstenaars een atelier in De Oude Ambachtsschool. Er zijn ruimtes voor beeldende kunst, muziek, zang en dans. Ook worden er kleine concerten en toneelvoorstellingen gegeven.

## Beschrijving
De Ambachtsschool is een voorbeeld van het Nieuwe bouwen. Deze stijl kent een strakke indeling met opvallende horizontale en verticale accenten. Er wordt veel gebruik gemaakt van moderne materialen als beton, staal en grote glasvlakken. De functionaliteit van het gebouw, en het toelaten van licht en lucht, zijn kenmerkend voor deze stijl.
De plattegrond van de Ambachtsschool is L-vormig met lange gevels aan de Mimosastraat en de Hortensiastraat. Het gebouw heeft drie bouwlagen en een plat dak. De constructie is van beton en baksteen: rode baksteen op de begane grond en gele baksteen op de verdiepingen. Op de begane grond wordt in de gevels baksteen afgewisseld met zwartgeglazuurde steen. Er zijn brede rechthoekige ramen met metalen kozijnen.
De buitenhoek van de L-vorm (hoek Hortensiastraat/Mimosastraat) is strak vormgegeven met hoge verticale vensters. Hier bevindt zich het trappenhuis, en de hoofdingang onder een betonnen luifel.  Andere opvallende elementen in het ontwerp zijn de veelzijdige erkers, een halfronde gemetselde schoorsteen en een lagere aanbouw met blauwe tegels. Op de binnenplaats was een groot praktijklokaal.
In het gebouw is de ruimte binnen de betonconstructie in principe naar eigen inzicht in te delen. Vanuit het trappenhuis lopen op elke verdieping twee lange rechte gangen de beide vleugels in. Aan weerszijden van de gangen waren de klaslokalen. Het trappenhuis en de hal zijn verfraaid met wand- en vloertegels en smeedijzeren balustrades. In de vloeren van de gangen zijn glazen bouwstenen verwerkt.

## Monumentale waarde
In 1998 kreeg de Ambachtsschool de status van Rijksmonument. Het wordt gezien als een als een goed en redelijk gaaf voorbeeld van een schoolgebouw in de stijl van het Nieuwe Bouwen. Ook is het door omvang en vormgeving van stedenbouwkundig belang in de wijken Pierik en Assendorp.

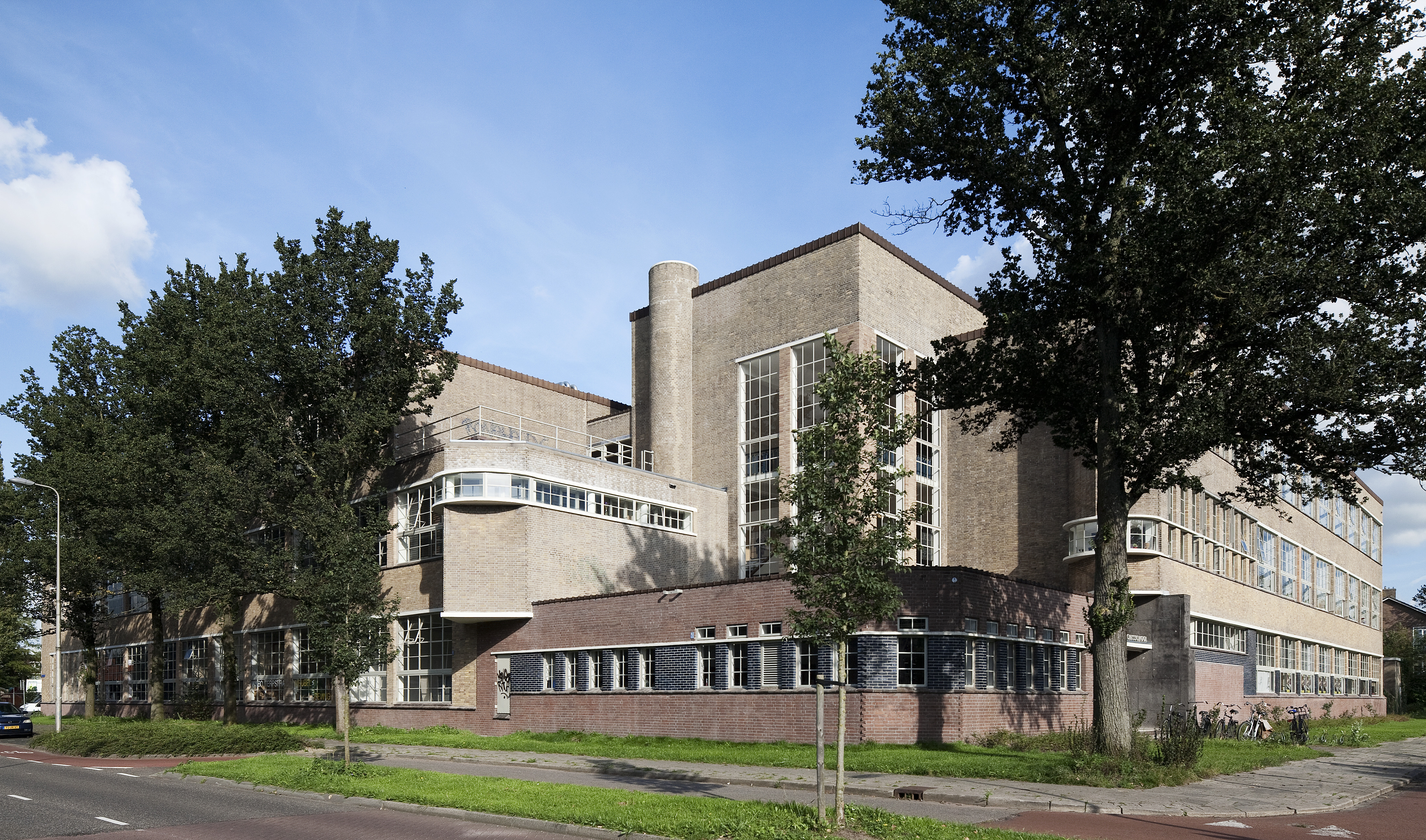
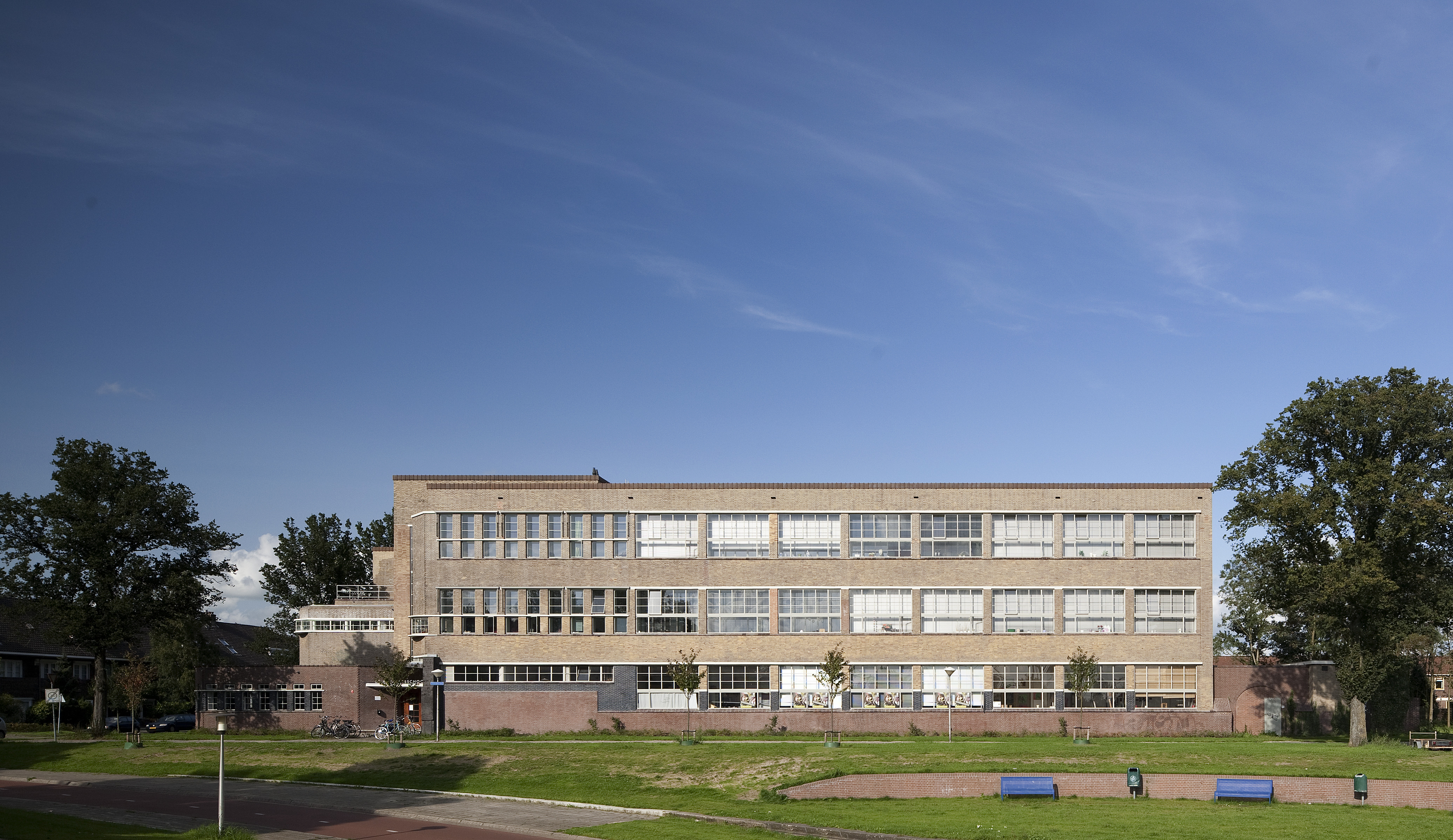
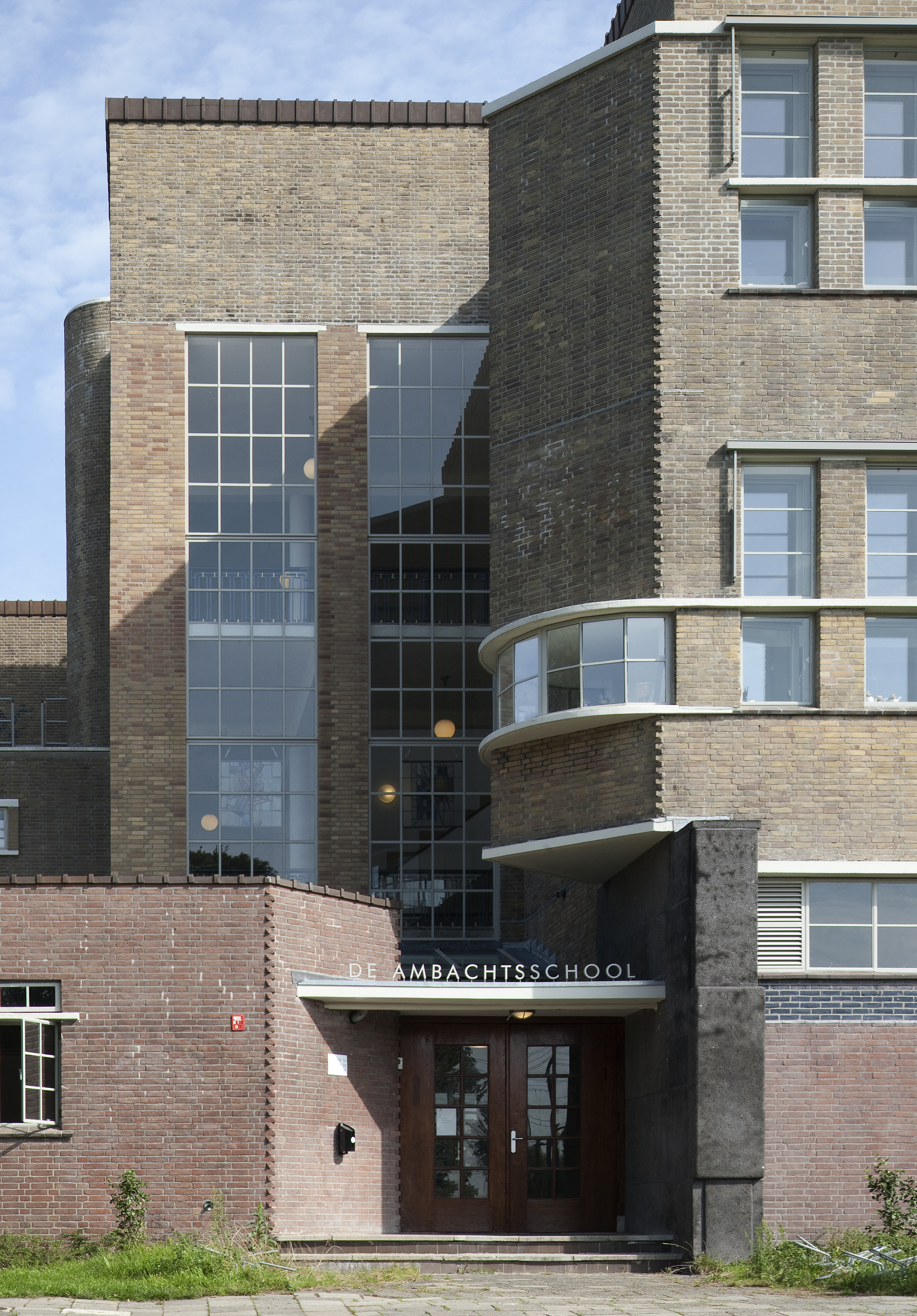
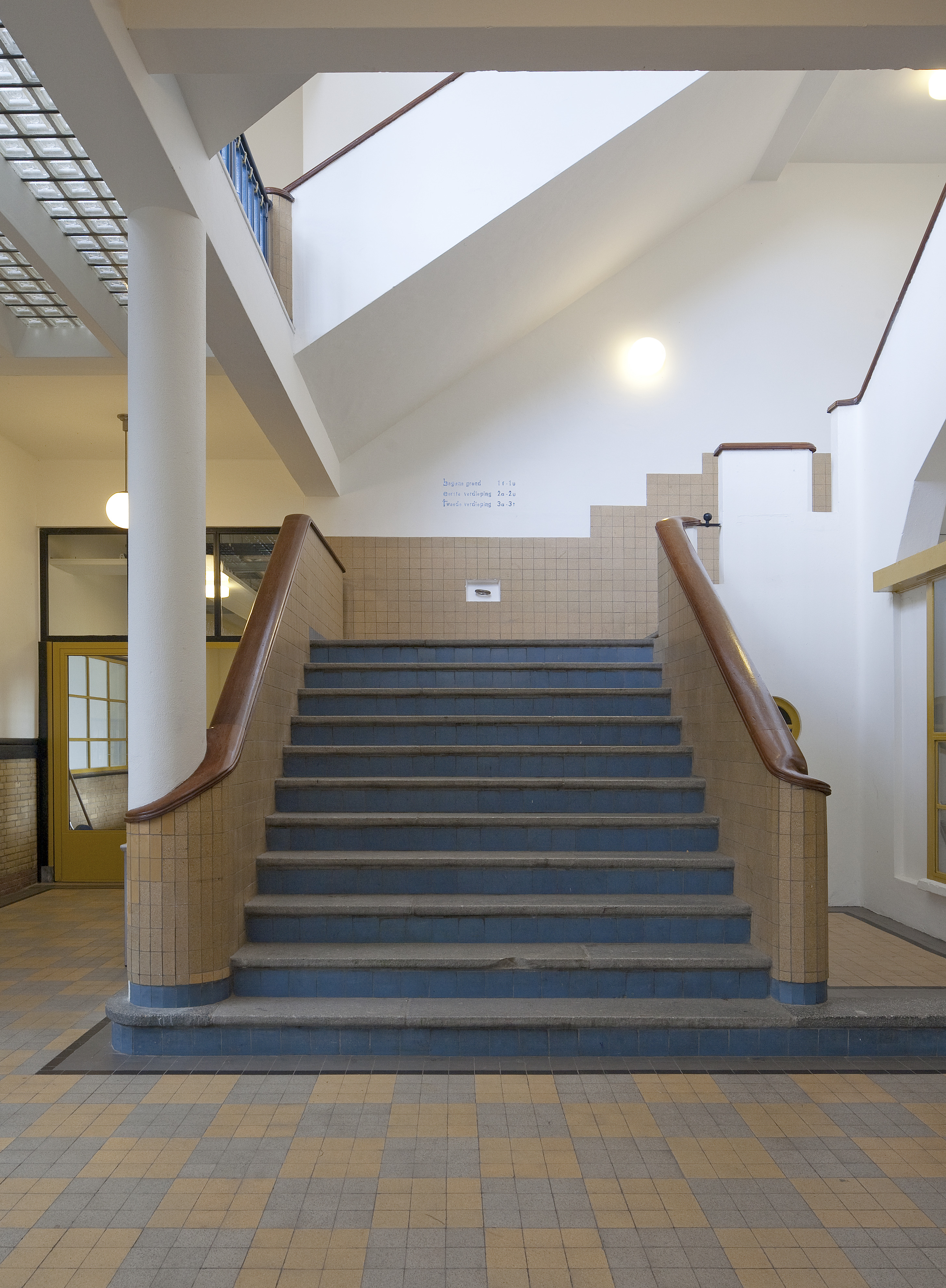
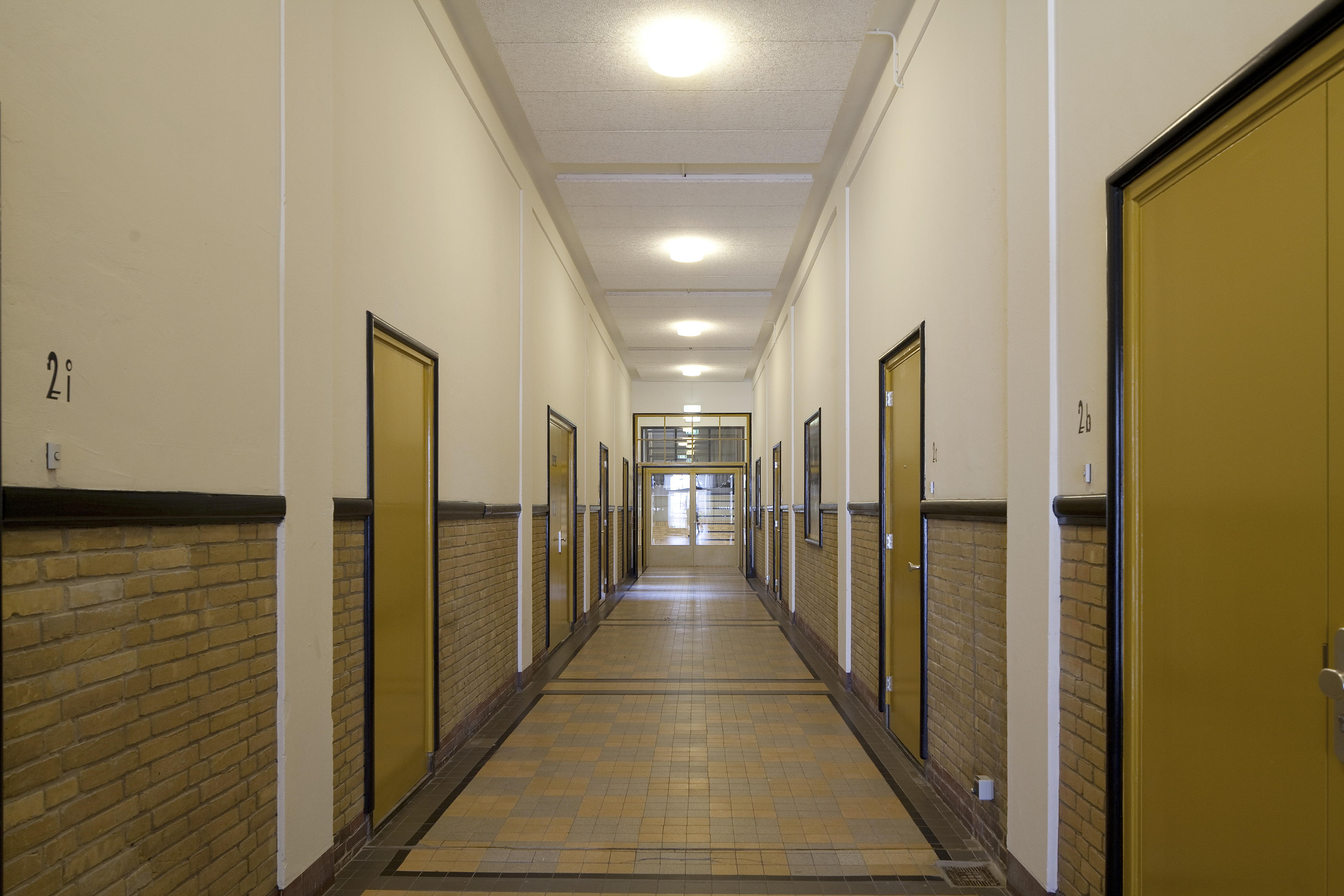